# Cybaeodes marinae
Cybaeodes marinae är en spindelart som beskrevs av Di Franco 1989. Cybaeodes marinae ingår i släktet Cybaeodes och familjen månspindlar.
Artens utbredningsområde är Italien. Inga underarter finns listade i Catalogue of Life.